# Literatura búlgara
La literatura búlgara és la literatura escrita en búlgar des del moment de la seva aparició com a llengua literària fins a l'actualitat. Els experts l'acistumen a dividir en diversos períodes, però els seus límits són contingents i controvertits. Es pot dir que la literatura búlgara és una de les més antigues entre els pobles eslaus, amb les seves arrels a finals del segle ix i els temps de Simeó I del Primer Imperi Búlgar.

## Edat mitjana

### Ciril i Metodi
Els germans Constantí el Filòsof (827-869), que més tard adoptaria el nom de Ciril, i Metodi (h. 817-885) van ser enviats com a missioners a la Gran Moràvia per tal d'evangelitzar els seus habitants eslaus. Per a això, Constantí va crear, en 862, una nova forma d'escriptura, l'alfabet glagolític, que li permetia transcriure l'única llengua eslava que ell coneixia, el búlgar que es parlava a la ciutat romana d'Orient de Salònica, de la qual tant ell com el seu germà eren nadius. Utilitzant aquest nou alfabet, va traduir al búlgar alguns dels llibres cristians més emprats en la litúrgia (el Saltiri, l'Evangeliari, les lectures litúrgiques de l'Epístola i un llibre d'homilies dels Pares de l'Església), que van ser els principals instruments de la tasca evangelitzadora que els germans van emprendre a la Gran Moràvia a partir del 863. La seva tasca es va trobar amb l'oposició dels bisbes alemanys, contraris al fet que s'utilitzés per predicar una llengua diferent del llatí, atès que la gran Moràvia es trobava en l'òrbita del cristianisme occidental. Per defensar la seva causa, els germans es van traslladar a Roma, on van aconseguir finalment convèncer el Papa Adrià II que aprovés la seva tasca. Constantí, que llavors ja havia canviat el seu nom pel de Ciril, pel qual és conegut actualment, va morir durant la seva estada a Roma, el 869. El seu germà Metodi va ser l'any següent nomenat pel papa bisbe de tots els eslaus, amb seu a la ciutat de Sírmium (avui Sremska Mitrovica, a Sèrbia). Es mantindria en la seva càtedra fins al 885, excepte un període de tres anys que va passar a la presó a causa de les intrigues combinades del Patriarca de Constantinoble, gelós del seu poder, i dels bisbes alemanys.
A més de la seva ingent tasca com a traductor, i de la creació de l'alfabet glagolític, Ciril és considerat l'autor del primer poema de les literatures eslaves, el Prefaci a l'Evangeli (Proglas k evangeliu), que únicament s'ha conservat en còpies posteriors en rus i en serbi, de les quals les més antigues daten del segle xiii.

### La primera Edat d'Or
Quan en 885 va morir Metodi, els bisbes alemanys van conquistar de nou el poder a la Gran Moràvia i van perseguir aferrissadament als seus seguidors. Alguns d'ells es van instal·lar a Bulgària, que s'havia convertit recentment al cristianisme (en 865), i on el tsar  Borís I desitjava una major autonomia de l'església búlgara pel que fa a Constantinoble. Per a això, era indispensable substituir el grec pel búlgar com a llengua litúrgica, i, en aquest sentit, l'arribada dels deixebles de Metodi va resultar providencial.
Els nouvinguts es van instal·lar a la llavors capital del Primer Imperi Búlgar, la ciutat de Pliska, i van treballar intensament en la traducció de diverses obres religioses al búlgar, donant inici a una rica activitat cultural que es perllongaria durant el que es coneix com la Primera Edat d'Or de la cultura medieval búlgara. A les darreries del segle ix, al segle x i a principis del segle xi, la literatura va prosperar de manera important, amb moltes llibres traduïts del grec medieval, però també es van crear noves obres. Molts estudiosos van treballar a les escoles literàries de Preslav i Ohrid, i van crear l'alfabet ciríl·lic per les seves necessitats. Txernorízets Hrabr va escriure la seva popular obra O pismenehi, en búlgar antic Ὀ писмєнєхь ("Sobre les lletres"), Climent d'Ocrida va treballar sobre traduccions del grec i se li coneixen diversos llibres religiosos importants, Joan l'Exarca va escriure la seva obra Xestodnev búlgar: Шестоднев "Hexameron" i va traduir l'obra De Fide Orthodoxa de Joan Damascè. Naüm d'Ocrida també va tenir una contribució significativa. Els erudits i les obres búlgares van influir en la major part del món eslau, i difongueren l'antic eslau eclesiàstic, l'alfabet ciríl·lic i el glagolític a la Rus de Kíev, i a la Sèrbia i Croàcia medieval.
Després de l'intent de restaurar el paganisme durant el breu regnat de Vladimir I, al 893 va pujar al tron el tsar Simeó, que va traslladar la capital a Preslav, i va impulsar decididament els estudis literaris, afermant les bases de l'anomenada Escola literària de Preslav. Segurament va ser durant aquestes dates, entre Pliska i Preslav, quan es va crear l'alfabet ciríl·lic, al qual es va donar aquest nom en honor de Ciril, el creador de l'alfabet glagolític. Pel que fa a aquest últim, el nou alfabet resultava més senzill, i era més semblant a l'alfabet grec. Durant un cert temps, van conviure ambdós sistemes d'escriptura, però finalment el ciríl·lic es va imposar, el glagolític va deixar d'utilitzar, i va desaparèixer completament a partir del segle xii.
Els treballs dels intel·lectuals búlgars van influir en el món eslau, i expandiren el antic eslau eclesiàstic, el ciríl·lic i l'alfabet glagolític a la Rus de Kíev, així com a la Sèrbia i la Croàcia medievals.
La primera edat d'or va arribar a la seva fi quan, al començament del segle xi, Bulgària va ser de nou incorporada als dominis de l'Imperi Romà d'Orient.

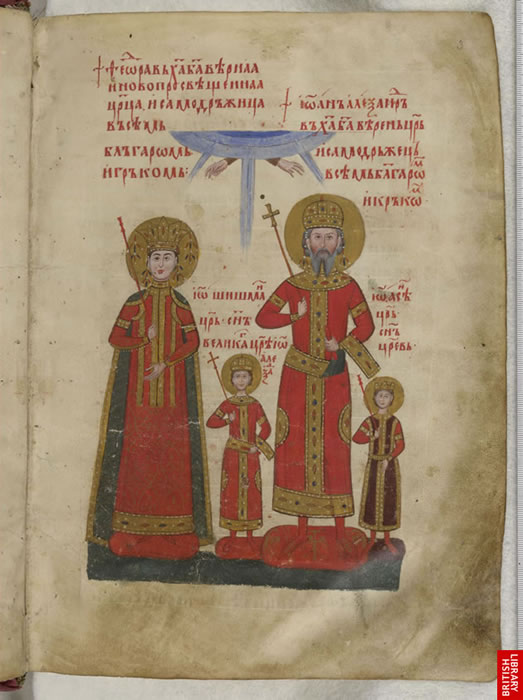
El Tetraevangèlia d'Ivan Alexandre (1355-1356)

### La segona Edat d'Or
Al mesura que l'Imperi Búlgar quedava subjugat pels romans d'Orient, l'activitat literària va decréixer. No obstant això, Bulgària va recuperar la seva independència amb l'establiment del Segon Imperi Búlgar, va venir un altre període d'expansió durant el temps del Patriarca Eutimi al segle xiv. Eutimi va fundar l'Escola literària de Tàrnovo que va afectar significativament la literatura de Sèrbia i la Rússia moscovita, ja que molts escriptors van fugir a l'estranger després de la conquesta otomana. A més d'Eutimii, altres escriptors reconeguts de l'època foren Constantí de Kostenets (1380-primera meitat del segle xv) i Gregori Tsamblak (1365-1420).
Els orígens d'aquesta escola literària estan estretament relacionats amb el sorgiment de l'hesicasme, un corrent místic dins el cristianisme ortodox el principal defensor del qual fou el monjo romà d'Orient Gregori Palamàs, que arribaria a ser arquebisbe de Tessalònica. Seguidor de l'hesicasme va ser Teodosi de Tàrnovo, fundador cap a 1350 del monestir de Kilifàrevo, que aviat es convertiria en el principal centre literari de Bulgària. Eutimi de Tàrnovo (h.1330-h.1400), seguidor de Teodosi, després d'una perllongada estada en terres romanes d'Orient va tornar a Bulgària i va fundar el Monestir de la Santíssima Trinitat, a prop de Veliko Tàrnovo.
El monestir va ser la seu principal de l'Escola literària de Veliko Tàrnovo. Atès que la llengua havia evolucionat molt des de l'època de Simeó, Eutimi va reformar l'ortografia, va adaptar nous préstecs del grec i va introduir els recursos propis de la literatura romana d'Orient, molt especialment l'hipèrbaton, el que desembocaria en l'aparició d'un artificiós estil literari, denominat "embolic de paraules" (pletenie slovès).Altres autors destacats de la segona edat d'or foren Gregori Tsamblak i Constantí de Kostenets
L'Escola literària de Veliko-Tarnovo tindria posteriorment una gran influència en la literatura sèrbia i en la de la Rússia moscovita, ja que nombrosos escriptors fugiren de Bulgària quan es va produir la conquesta otomana, el 1396. Un dels deixebles d'Eutimi, Ciprià de Tàrnovo, conegut a Rússia com a Ciprià de Moscou, va adaptar a la llengua russa les reformes ortogràfiques d'Eutimi. L'últim fenomen literari medieval significatiu és l'Escola Literària de Sofia del segle xvi.
Principals autors
- Vladislav el Gramàtic
- Gregori Tsamblak
- Demetri Cantacuzè
- Cebrià de Kíev
- Ciril i Metodi
- Constantí de Kotsenets
- Mateu el Gramàtic
- Peja
- Constantí de Preslav
- Naüm de Preslav
- Txernorízets Hrabar
- Climent d'Ocrida
- Joan l'Exarca
- Joasaf de Vidin
- Cosma el Presbíter

## Primera part del domini otomà
La caiguda del Segon Imperi Búlgar als otomans el 1396 va suposar un fort cop per a la literatura i la cultura búlgares en general. L'activitat literària va cessar en gran manera, i va quedar concentrada als monestirs, que es van establir com a centres de cultura búlgara en l'imperi estranger. El tema religiós continua sent dominant en les poques obres que es van produir.
La principal forma literària dels segles xvii i XVIII fou un sermó instructiu, en principi traduït del grec i després compilat pels búlgars.

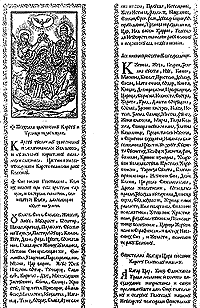
La portada d'Abagar, el primer llibre imprès en búlgar modern (1651)

va continuar existint una tradició literària, de forma relativament ininterrompuda, durant la primera part del domini otomà, al nord-oest de Bulgària fins a la rebel·lió de Txíprovtsi, a finals del segle xvii, entre els catòlics búlgars, que van rebre el suport dels estats catòlics d'Europa central. Moltes d'aquestes obres van ser escrites en una mescla de búlgar vernacle, eslau eclesiàstic i serbocroat, anomenada "il·liri". Entre aquests es troba el primer llibre imprès en búlgar modern, el breviari Abagar publicat a Roma el 1651 per Felip Stanislàvov, bisbe de Nicòpol.
El moviment il·liri per la unitat dels eslaus del sud va afectar la literatura búlgara del segles XVIII i xix. L'obra Stemmatographia de Hristofor Žefarović (1741) és considerat l'exemple més primerenc de poesia secular búlgara moderna pels seus quartets, tot i ser essencialment una col·lecció de gravats.

## Renaixement nacional búlgar
El Renaixement, búlgar: Възраждане Vazrajdane, és un període important en la història civil, cultural i literària búlgara; és el període dels segles xviii i xix, que significa la transició de la societat medieval i la seva cultura característica a una nova societat moderna, a la construcció d'una nova cultura. El Renaixement reflecteix l'etapa del trastorn espiritual per a la nació búlgara, el desenvolupament econòmic - el desenvolupament artesanal i comercial, que estableix els fonaments del sistema educatiu i educatiu búlgar, la ciència, etc. Aquesta transició a la modernitat, que es produeix gradualment però al mateix temps de manera ràpida, reflecteix el desenvolupament de la societat occidental durant l'era del Renaixement, tot i que amb cert retard. Els processos de Renaixement entre els búlgars es van desenvolupar més tard no només en relació als països de l'Europa occidental (Itàlia, França, Anglaterra, Alemanya), sinó també cap als pobles més septentrionals (Dubrovnik, Grècia). El retard relatiu, l'anomenat desenvolupament accelerat amb retard, és la característica principal de la recuperació búlgara, de la qual la resta n'és en gran manera el resultat.
L'aparició posterior del ressorgiment entre els búlgars s'associa amb la conquesta de l'estat búlgar per part de l'Imperi Otomà. Això va comportar la destrucció de l'aristocràcia i les institucions governamentals i culturals a Bulgària, una forta contracció de l'alta cultura, una disminució de l'educació i la desintegració de la unitat de la societat. A això es pot afegir la manca d'impulsos renaixentistes entre els otomans. A més, jocs de rol i la reubicació de les principals rutes comercials d'Europa des del Mediterrani fins a l'Atlàntic, que deixa els Balcans, durant un cert període, en els marges de la vida econòmica europea. El país s'havia separat dels moviments renaixentistes europeus i d'expressions artístiques més elevades i havia desenvolupat principalment les seves cançons folklòriques i els seus contes de fades. En el segle xviii es va iniciar un nou ressorgiment de la literatura búlgara amb els escrits historiogràfics de Païssi de Hilendar, Istoria Slavianobolgarskaia. Una altra obra influent fou la Vida i els sofriments de Sinful Sofroni de Sofroni de Vratsa.
L'aparició del procés de renaixement requereix algunes condicions, anomenades factors del Renaixement búlgar. Tradicionalment els processos de renovació als Balcans durant aquest període, s'associen als canvis econòmics i socials en l'Imperi Otomà, que va perdre el poder militar i es va veure obligat a obrir-se a Europa econòmicament i cultural; lentament i de mala gana, va haver d'a acceptar la producció de mercaderies i el desplegament del comerç. Això va portar al desenvolupament de les ciutats, junt amb la vida i cultura urbana relacionades, i va promoure l'expansió dels contactes amb altres nacions europees en el camp de l'educació i la cultura.
En el període 1840-1875, la literatura va cobrar vida amb escrits sobre temes principalment revolucionaris i antiturbans. Va ser una etapa anterior del Renaixement búlgar i els poetes més destacats en aquest moment foren: Vassil Drumev (Kliment Turnovski), Raiko Jinzifov i Dobri Txintulov.
El conegut poeta i revolucionari Khristo Bòtev (1848-1876) va escriure a finals del segle xix i actualment és considerat com el primer poeta búlgar de l'època. Va aconseguir utilitzar el llenguatge viu de les cançons folklòriques per expressar idees, dubtes i qüestions modernes. La seva producció literària és reduïda, la majoria amb forma intensiva de diàleg i fort missatge emocional.
Entre els escriptors que van participar en activitats revolucionàries també es poden esmentar Liuben Karavèlov i Gueorgui Rakovski. L'obra més coneguda de Rakovski, Gorski Patnik, búlgar: Горски пътник (traduïda com a "Un viatger als boscos" o "Rodamón del bosc") va ser escrita durant la Guerra de Crimea (1853-56) mentre s'amagava de les autoritats turques prop de la ciutat de Kotel. Considerat un dels primers poemes literaris búlgars, no va ser publicat fins al 1857.
Una característica típica de l'època va ser l'augment de l'interès pel folklore búlgar, ja que figures com els germans Miladinov i Kuzman Xapkarev van fer col·leccions de cançons populars i estudis etnogràfics. Un altre escriptor amb obres de gran importància és Zahari Stoiànov (1850-1889) amb les seves Memòries sobre els aixecaments búlgars (1870-1876). Els seus escrits tenen valor històric, biogràfic i artístic.

### Autors
- Neòfit Bozveli
- Khristo Bòtev
- Ilià Blaskov
- Raixko Blaskov
- Dobri Voinikov
- Sofroni de Vratsa
- Spiridon Gabrovski
- Naiden Guerov
- Anastas Granitski
- Vassil Drúmev (Kliment Turnovski)
- Hristofor Žefarović
- Raiko Jinzifov
- Parteni Zografski
- Atanas Ilíev
- Naiden Iovànovitx
- Liuben Karavèlov
- Nikola Kasapski
- Pandeli Kissimov
- Zahari Kniajeski
- Stoian Kovanluixki
- Nikola Kozlev
- Radi Kolessov
- Gavril Krastèvitx
- Ioàkim Kartxovski
- Manol Làzarov
- Konstantín Miladínov
- Svetoslav Milarov-Sapunov
- Dimítar Mutev
- Elena Muteva
- Nikola Natxov
- Iordan Nenov
- Peter Odjakov
- Hristaki Pàvlovitx
- Dimítar Panitxkov
- Tódor Peev
- Kíril Peitxínovitx
- Boto Petkov
- Konstantín Petkòvitx
- Gueorgui Peixakov
- Nikólaos Píkkolos
- Paràskev Píperov
- Krasto Pixurka
- Vassil Popòvitx
- Onufri Popòvitx Hilendarski
- Raino Popòvitx
- Dimítar Popski
- Matei Preobrajenski
- Grigor Parlitxev
- Gueorgui Rakovski
- Pentxo Radev
- Sava Radulov
- Neòfit Rilski
- Petar Sapunov
- Ivan Seliminski
- Panaiot Semerdjiev
- Filip Simidov
- Teodosi del Sinaí (Teodossi Sinaitski)
- Petar Srebrov
- Stanka Nikolitsa-Spasso-Elenina
- Stèfan Stambolov
- Karanfila Stefànova
- Vassil Stoiànov
- Ivan Stoiànov-Merdantxanin
- Païssi de Hilendar
- Dobri Txintulov
- Petko Slavèikov
- Dimítar Toixkòvitx
- Kiro Tuleixkov
- Sava Filarètov
- Dimitar Fingov
- Konstantín Fotínov
- Anton Franguia
- Tòdor Hadjistantxev
- Ilià Hrístovitx
- Tòdor Hrulev
- Vassil Txolakov
- Tòdor Xixkov

## Literatura búlgara després del 1878
Bulgària va rebre la independència parcial després de la guerra entre Rússia i Turquia (1877-1878). L'església búlgara recentment establerta, el sistema educatiu nacional en desenvolupament, el retorn dels búlgars instruïts a l'estranger i l'entusiasme d'un renaixement recentment arribat van ser alguns dels factors que van contribuir a la formació de la nova literatura búlgara. Va perdre gran part del seu esperit revolucionari, i els escrits de tipus pastoral i regional es van fer més comuns.
Ivan Vàzov fou el primer literat búlgar professional i el pare fundador de la nova literatura búlgara. Vazov va ser molt popular i productiu i les seves obres inclouen prosa i poesia amb igual virtuosisme. La seva novel·la de 1893 "Sota el jou", búlgar: Под игото Pod ígoto, que representa l'opressió otomana de Bulgària, és la peça més famosa de la literatura búlgara clàssica i ha estat traduïda a més de 30 idiomes. Les seves novel·les curtes més famoses inclouen "Sense llar i sense amics" búlgar: Немили-недраги Nemili-nedragui, "Els oncles" búlgar: Чичовци Txítxovtsi i altres; també va escriure una gran quantitat d'històries curtes, escrits de viatges, memòries, assajos, crítiques, drames, comèdies, etc. Algunes de les col·leccions més famoses són: "Gargots i esbossos" búlgar: Драски и шарки Draski i xarki, "Vist i sentit" búlgar: Видено и чуто Videno i txuto i altres.
Una de les seves col·leccions de poemes més significatives és "L'epopeia dels oblidats" búlgar: Епопея на забравените Epopeia na zabràvenite (1881-1884), que consta de 12 odes dedicades als herois de la història búlgara i les imatges i idees que cal recordar. Altres reculls de poesia inclouen: "L'estendard i la gusla" búlgar: Пряпорец и гусла Priàporets i gusla, "Les penes de Bulgària" búlgar: Тъгите на България Taguite na Balgària, "Gusla" búlgar: Гусла, "Slívnitza" búlgar: Сливница, "Vaig sentir el perfum dels lilàs" búlgar: Люлека ми замириса Liuleka mi zamirissa i altres
Un exemple sorprenent del pensament filosòfic modernista es pot trobar a les obres poètiques del reconegut intel·lectual Stoian Mihàilovski.

### Autors
- Mara Bèltxeva
- Dimítar Boiadjiev
- Ivan Vàzov
- Konstantin Velitxkov
- Mihalaki Gueòrguiev
- Tsani Gintxev
- Dimtxo Debeliànov
- Ivan Iontxev
- Aleko Konstantínov
- Nikolai Liliev
- Stoian Mihàilovski
- Elín Pelín
- Emanuïl Popdimitrov
- Nikolai Rainov
- Pentxo Slaveikov
- Zahari Stoiànov
- Anton Straiximirov
- Petko Tòdorov
- Teodor Traiànov
- Kíril Hrístov
- Tsanko Tserkovski
- Peio Iavorov
- Hristo Iassenov

## Literatura modernista búlgara
El poeta Pentxo Slavèikov, fill del prominent mestre i poeta de Renaixement búlgar Petko Slavèikov, és un dels escriptors més erudits del seu temps. Va fer un esforç conscient per establir els inicis de la literatura moderna i la modernitat al país, introduint les idees filosòfiques i metafísiques europees, parcialment modificades i reconstruïdes sobre el patrimoni lingüístic i d'imatges tradicionals
Slavèikov és famós pels seus "poemes filosòfics", les seves "Cançons èpiques" búlgar: Eпически песни Epitxeski pesni i la col·lecció de poesia simbolista "Somni de felicitat" búlgar: Сън за щастие San za xtàstie. Entre d'altres, va escriure una antologia mística de poetes titulada "Sobre l'Illa dels benaurats" búlgar: На Острова на блажените Na Òstrova na blajenite, on va aplegar en un sol lloc totes les idees tradicionals de la poesia búlgara en aquest moment, presentant-les com a pertanyents a una illa imaginària. A la seva èpica inacabada "Cançó sagnant" búlgar: Кървава песен Karvava pessen (1911-13) tracta la lluita contra els turcs. En la seva missió, Slavèikov va ser recolzat per altres destacats intel·lectuals -científics, escriptors, poetes i crítics.
Un dels escriptors de prosa més notables dels primers anys després de l'alliberament és Aleko Konstantínov (1863-1897). Els seus escrits humorístics i de viatge ("Bai Gànio" búlgar: Бай Ганьо, "A Chicago i de tornada" búlgar: До Чикаго и назад Do Txikago i nazad) són alhora astuts i vius. És recordat habitualment pel seu personatge Bai Gànio, un dels més polèmics i curiosos de la literatura búlgara, amb diversos i rics matisos. De la mateixa manera que l'Švejk dels txecs, Tartarín de Tarascó del francès i Ostap Bénder per als russos, Bai Gànio és una imatge col·lectiva de moltes característiques búlgares típiques. Tot i que ridiculitzat, mai no podrien rebre una avaluació i interpretació unilaterals (positives o negatives). L'escriptor va morir accidentalment just quan la seva carrera estava a punt d'enlairar-se.

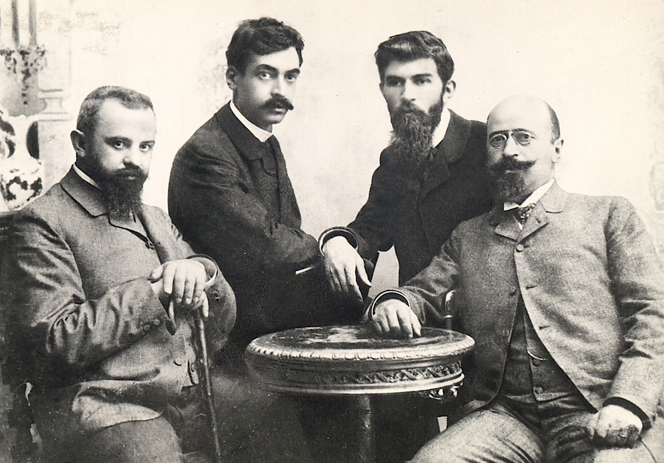
Slavèikov, Iavòrov, Tòdorov i Krastev el 1905.

Juntament amb Petko Tòdorov, Krastio Kràstev i Peio Iavòrov, Pentxo Slavèikov va establir el cercle modernista Míssal búlgar: Мѝсъл ("Pensament"). Krastio Kràstev fou un respectat crític literari i erudit. Petko Tòdorov (1879-1916) és un dels estilistes més grans d'aquell temps. Persona de maneres i educació europea, reeixí a modernitzar el teatre búlgar i també va escriure una sèrie d'històries impressionistes potents, basades en motius folklòrics, titulats Idil·lis búlgar: Идилии.
Peio Iavòrov (1878-1914) és considerat un poeta simbolista, un dels millors talents poètics de la fin de siècle al Regne de Bulgària. Els poemes de Iavòrov són diversos en temes però sempre amb un fort impacte, tant emocional com intel·lectual. Tenen formes diverses i originals, i un llenguatge ric i refinat; són àmpliament introspectius, expressen la solitud de l'home modern, la impossibilitat d'assolir la felicitat i l'amor a la vida, l'amenaça constant i el pressentiment de la mort. També se centren en descriure temes històrics, mitològics i visionaris amb els mateixos matisos emocionals decadents.
Sota la influència dels moviments simbolistes francès i rus, hi hagué altres poetes búlgars populars, un nombre força més alt, que va contribuir al ràpid desenvolupament literari del país en les primeres dècades del segle xx. Entre ells es poden esmentar: Dimtxo Debeliànov, Teodor Traiànov, Nikolai Líliev, Emanuïl Popdímitrov, Dimítar Boiadjiev i molts altres. El simbolisme es va convertir en un dels moviments més influents i es pot sentir en tota la poesia durant el segle xx. A Bulgària es manté molt a prop del moviment europeu, i torna a ser un esforç per superar la realitat, la càrrega, la monotonia i la pesadesa. La recerca del significat i la fundació en una dimensió diferent de la realitat: una d'exterior, alta, espiritual, mística, desconeguda i inintel·ligible; una nova realitat onírica més propera a la bellesa i l'harmonia. La resposta es busca no només en les imatges, sinó en la puresa i bellesa del llenguatge.

## Literatura búlgara del període d'entreguerres

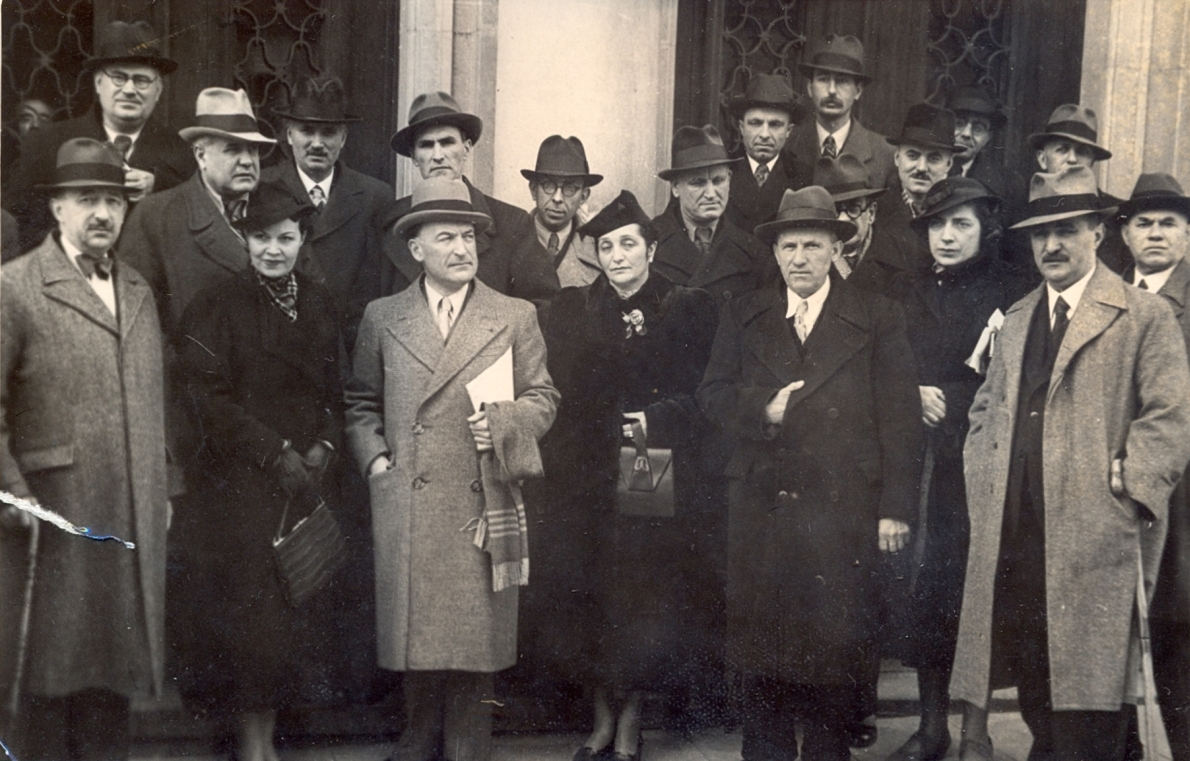
Imatge d'escriptors búlgars, poetes, crítics literaris i pública amb motiu de la visita a Bulgària del poeta francès Jules Romains, de data no posterior al 1939. Assistents (de dreta a esquerra) Gueorgui Raitxev, Vladímir Vassílev, Konstantín Konstantínov, Txavdar Mutafov, Assen Raztsvetnikov, Anna Kamènova, Emanuïl Popdimitrov, Stefan Kostov, Boian Bolgar, Ànguel Karalitxev, Nikolai Líliev, Dora Gabe, Jules Romains, Gueorgui Tsanev, Maltxo Nikolov, Elisaveta Bagriana, Sirak Skitnik, Konstantín Petkànov, Bògdan Fílov. Font: Arxiu Central de l'Estat, Sofia

La literatura búlgara del període d'entreguerres és un període de la literatura búlgara sovint considerat especialment controvertit i, al mateix temps, amb l'estètica més rica en la literatura del segle xx.
El període entre guerres es caracteritza per la confrontació conceptual i la incertesa en la vida pública. Hi ha un declivi de poetes - molts d'ells moren al front-. Les editorials deixen de funcionar. A més, les revoltes, atemptats i cop d'estat també afecten la literatura de manera important i desfavorable.
La vida literària durant aquest període està marcada per missions estètiques variades i contradictòries. Hi ha fortes polèmiques sobre les "direccions i objectius" de la literatura búlgara, sobre la comprensió d'allò nadiu.
Durant aquest període es modernitza la literatura búlgara.
Els grans èxits entre les dues guerres mundials es troben en el camp de la poesia lírica i el conte, Les expressions de la novel·la van des d'una àmplia gamma de tradicions èpiques realistes fins a missions psicològiques i provocatius experiments modernistes. La crítica continua esperant el naixement d'una important novel·la nacional, i es relaciona negativament amb la majoria de les novel·les. Un gran èxit de lectura marca la novel·la històrica.
Dimtxo Debeliànov (1887-1916) fou un poeta que va morir en la Primera Guerra Mundial, la qual cosa va truncar la seva prometedora carrera literària. El seu corpus literari fou compilat pels seus amics després de la seva mort i es va fer molt popular a Bulgària després de la guerra. Hristo Smirnenski (1898-1923) és un altre talentós poeta simbolista, amb un llenguatge extremadament melòdic, la mort anticipada del qual pot ser lamentada.
El període d'entreguerres en la literatura búlgara serà recordat no només pels dramàtics canvis socials, sinó també per les reformes en els gèneres literaris. Una gran part d'elles està associada a la figura i l'activitat de Geo Milev (1895-1925) que va publicar la revista modernista Vezni búlgar: Везни ("Balança"), a Sofia, i contribuí com a poeta, traductor, crític de teatre, director, editor d'antologies i fins i tot com a pintor. Va experimentar la influència dels moviments avantguardistes com l'expressionisme alemany i el surrealisme francès. Els seus poemes magistrals ("El cruel anell" búlgar: Жестокият пръстен Jèstokiat prasten (1920), "Les icones dormen" búlgar: Иконите спят Icònite spiat (1922), "Setembre" búlgar: Септември Septembri (1923)) i la seva prosa ("Calendari expressionista per a l'any 1921", búlgar: Експресионистично календарче за 1921 Ekspresionístitxno kalendartxe za 1921) combinen motius tradicionals, idees modernes i llenguatge experimental. Va morir a l'edat de 30 anys i, tot i que la seva carrera no va superar els 6 anys, és considerat per molts com un dels poetes modernistes i traductors més influents.
La poesia búlgara assolirà un nou cim amb un altre poeta prematurament mort – Nikola Vaptsarov (1909-1942). Va aconseguir publicar només un llibre de poemes durant la seva vida ("Cançons de motor" búlgar: Моторни песни Motorni pesni (1940)), en 1.500 exemplars. Va ser sentenciat a mort a causa de la seva activitat clandestina comunista contra el Govern.
La prosa búlgara va florir en el període d'entreguerres les històries i les novel·les curtes d'Elin Pelin (1877-1949) i Iordan Iòvkov (1880-1937). Tots dos foren molt prolífics i es van popularitzar no només als seus països d'origen, sinó també a l'estranger. En els seus temes, es mantenen a prop de les tradicions del realisme. Tots dos es concentren en la vida rural, però Iordan Iòvkov és conegut per la seva afició a les tradicions i mites, mentre que Elin Pelin és més encertat i enginyós; aquest últim també és un famós escriptor de literatura infantil. Tots dos van utilitzar un llenguatge i imatges vives i elaborades.
Una notable escriptora de novel·les històriques, Fani Popova-Mutafova, arriba al cim de la seva popularitat abans de la Segona Guerra Mundial, però malgrat el seu talent, pateix repressions del règim comunista després d'això. Una altra figura que difícilment es pot oblidar d'aquest període és l'artista i escriptor humorístic Txudomir (1890-1967), els relats curts del qual (sovint no superiors a 3-4 pàgines) són brillants tant en estil com en originalitat. La finesa única dels seus escrits segueix sent àmpliament admirada.

### Autors
- Elisaveta Bagriana
- Nikola Vaptsarov
- Vessela Vassíleva
- Aleksàndar Vutimski
- Dora Gabe
- Gueorgui Gueòrguiev
- Zmei Gorianin
- Atanas Daltxev
- Stoian Zagortxinov
- Iordan Yovkov
- Ànguel Karaliitxev
- Konstantín Konstantínov
- Stefan Kostov
- Nikolai Líliev
- Geo Milev
- Svetoslav Mínkov
- Txavdar Mutafov
- Fani Popova-Mutafova
- Dobri Nemirov
- Elín Pelín
- Simeon Radev
- Assèn Raztsvètnikov
- Gueorgui Raitxev
- Nikola Rakitin
- Sirak Skitnik
- Hristo Smirnenski
- Liudmil Stoiànov
- Anton Straiximirov
- Ratxo Stoiànov
- Nikola Furnadjiev
- Vesselin Hantxev
- Txudomir

## Literatura búlgara després del 1944
Després que els comunistes prenguessin el poder al país (1944), es va trencar el vincle amb la tradició literària d'entregueres. El control polític va donar lloc a una reformulació del paper que la literatura ha de tenir en la vida social. Les obres literàries es van convertrt en un element de propaganda, que era útil sobretot per a objectius socials i polítics, mentre que el valor artístic de textos, recerca i semàntica formal i ideològic va deixar d'exercir un paper important. Per tant, en els primers anys d'obres de la postguerra, aquestes es van emmarcar en la poètica del realisme socialista, assumint, entre d'altres, la tipicitat de la situació descrita, el desenvolupament de la motivació ideològica de l'acció i el romanticisme revolucionari, així com el missatge didàctic. Entre els autors, la creació de la prosa dels quals treballa en harmonia amb els objectius del realisme socialista, es poden esmentar, entre d'altres, Krum Velkov (1902-1960), Orlin Vassílev (1904-1977), Stoian Daskalov (1909-1985), Krum Grigòrov (1909-1987) o Pàvel Vejinov (1914-1983). A més, la poesia va esdevenir una eina de propaganda, tal com es manifesta, per exemple, en l'afirmació i acceptació del nou ordre polític i va donar com a resultat un lirisme involucrat en les qüestions sociopolítiques de l'actualitat i que evitava la intimitat.
El règim comunista també va impedir, durant un temps, que l'escriptor Dimítar Tàlev (1898-1966) pogués publicar les seves novel·les.De la mateixa manera que molts altres intel·lectuals, va ser exiliat a la província però va continuar escrivint. La seva obra més coneguda és "El candeler de ferro" búlgar: Железният светилник Jelèzniat svetílnik (1952).
Tant Dímov com Tàlev també eren coneguts com a narradors, amb moltes col·leccions de contes, juntament amb les seves novel·les. Al mateix temps, tan aviat com els comunistes van arribar al poder, el desenvolupament de les seves carreres va mostrar les restriccions ideològiques que els escriptors haurien d'afrontar en el futur.
Anton Dòntxev, Iordan Radítxkov, Emilian Stànev, Stanislav Stràtiev, Nikolai Haitov, Ivailo Petrov i Vera Mutaftxieva es troben entre els escriptors més talentosos i respectables que van aconseguir publicar els seus llibres durant el règim comunista en les següents dècades. Les seves obres formen el principal corpus novel·lesc en la literatura búlgara moderna.
Alguns gèneres van ser gairebé condemnats a mort com el gènere policíac i la ciència-ficció, ja que molt pocs escriptors els van conrear (Svetoslav Minkov, Pàvel Vejínov, Svetoslav Slavtxev, Liuben Dilov). En general, els escriptors van ser temptats (o obligats) a convertir-se en subjectes realistes o històrics. Les comèdies i drames teatrals al·legòrics es van convertir en una forma hàbil d'evadir la censura que podria costar als escriptors veure prohibida la seva publicació, patir repressions, exili, condemna a la presó o fins i tot anar a un camp de concentració.
De fet, la prosa nacional búlgara estava bastant, però no del tot, aïllada de la literatura occidental i les idees del surrealisme, l'expressionisme, l'existencialisme, el postmodernisme, l'estructuralisme i els altres paradigmes teòrics. Els moviments literaris avantguardistes van estar poc representats sistemàticament fins als anys 80. Els experiments amb el llenguatge i la forma van ser àmpliament considerats com a incompatibles amb els principis de la ideologia i l'estètica dominants. La pertinença política i les conviccions d'un escriptor es van convertir en un tret fonamental per al judici de les seves obres; es van prohibir llibres separats i alguns escriptors no podien ser publicats o fins i tot llegits.
No obstant això, la postguerra va ser la més l'època més plena per l'encara feble i moderna poesia búlgara. Tant després dels canvis polítics del 1944, com del 1989, es van publicar milers de col·leccions de poesia.
Alguns dels poetes que ha aconseguit un respecte estable amb el temps són Atanas Daltxev (1904-1978) i Valeri Petrov. Daltxev també és recordat com un dels millors traductors d'un ampli ventall d'idiomes.
Les tendències generals es poden notar encara més enllà. La poesia es fa més íntima i confessional, i requereix més invent per influir o provocar; no obstant això, de vegades, l'originalitat es converteix en un fi en si mateix; el vers lliure va permetre una major intensitat del llenguatge i la diversitat de formes; l'abstracció augmenta i comença a afectar l'equilibri entre la profunditat filosòfica i la claredat; la recerca del lirisme és de vegades més evident que el significat dels poemes.
Altres poetes notables que aporten amb idees personals fortes, una veu distingible, una visió ideada sobre el món i una major originalitat són: Konstantín Pàvlov, Borís Hristov, Ekaterina Iossífova i Dobromir Tònev.

### Autors
- Bojidar Bojilov
- Evstati Burnaski
- Ivan Borislàvov
- Penka Vatova
- Pàvel Vejinov
- Metodi Bejanski (literatura infantil)
- Naiden Valtxev
- Dora Gabe
- Konstantín Dentxev
- Blaga Dimitrova
- Aleksàndar Guerov
- Dimítar Dímov
- Anton Donev
- Petia Dubarova
- Nikolai Iskarov
- Ekaterina Iossífova
- Zdravko Kissiov
- Roman Kissiov
- Vessela Lutskanova
- Tsvetan Marangozov
- Gueorgui Markov
- Leda Mileva
- Vera Mutaftxieva (novel·les històriques)
- Miglena Nikoltxina (fins al 1989 - ficció)
- Konstantin Pavlov
- Valeri Petrov
- Iordan Raditxkov
- Rado Ralin
- Jivka Simova
- Daniel Smilovski
- Maria Stankova
- Emilian Stanev
- Gentxo Stoev
- Dorotea Tabakova
- Dimitar Talev
- Damian Damianov
- Hristo Fotev
- Nikolai Haitov
- Vesselin Hantxev
- Borís Hristov
- Stefan Tsanev
- Txavdar Tzenov
- Bojidar Txekov
- Txudomir
- Ivailo Petrov
- Nikolai Kantxev

## Literatura búlgara després de 1989

### Autors
A continuació es detallen els autors que es van conèixer després de 1989 (o que van canviar significativament el seu estil), encara que en alguns casos poden haver escrit abans.
- Plamen Antov
- Rumen Barossov
- Petko Botxarov
- Lea Cohen
- Denio Denev
- Liuben Dilov
- Ilko Dimitrov
- Teodora Dímova
- Plamen Doinov
- Emilia Dvorianova
- Ivan Ilíev
- Kristín Iurukova
- Kosta Ivanov
- Martin Karbovski
- Andrei Kulev
- Maria Lipskova
- Miglena Nikoltxina
- Krastiu Pastuhov
- Boiko Pentxev
- Milen Ruskov
- Dobromir Slavtxev
- Maria Stankova
- Edvin Sugàrev
- Liudmil Todorov
- Silvia Txoleva
- Virguínia Zaharieva
- Vladímir Zarev
- Zlatomir Zlatànov

Postmoderns
- Marin Bodakov
- Iordan Eftimov
- Georgi Gospodinov
- Alek Popov
- Pètar Txúhov

## Crítica literària búlgara

### Investigadors i crítics
Llista dels principals crítics literaris de la literatura búlgara.
- Nikolai Aretov
- Plamen Doinov
- Nikola Gueorguíev
- Angel Igov
- Svetlozar Igov
- Pantel·le Zarev
- Boyan Penev
- Boiko Pentxev
- Dimitar Kamburov
- Milena Kirova
- Mihail Nedeltxev
- Miglena Nikoltxina
- Valeri Stefanov
- Vladimir Trendafilov
- Albena Hranova
- Milena Tsaneva
- Zdravko Txolakov

## Estat actual
La campanya "Gran lectura" realitzada en 2008-2009 va demostrar que els lectors búlgars llegeixen, sobretot, les següents novel·les:
| Rànquing | Títol                               | Аutor                    | Аutor        |
| -------- | ----------------------------------- | ------------------------ | ------------ |
| Rànquing | Títol                               | Nom                      | Nacionalitat |
| 1        | Sota el jou                         | Ivan Vàzov               | Bulgària     |
| 2        | Temps de divisió                    | Anton Dòntxev            | Bulgària     |
| 3        | Tabac                               | Dimítar Dímov            | Bulgària     |
| 4        | Candeler de ferro                   | Dimítar Tàlev            | Bulgària     |
| 5        | El petit príncep                    | Antoine de Saint-Exupéry | França       |
| 6        | El mestre i Margarida               | Mikhaïl Bulgàkov         | URSS         |
| 7        | El Senyor dels Anells               | J. R. R. Tolkien         | GBR          |
| 8        | Ànimes condemnades                  | Dimítar Dímov            | Bulgària     |
| 9        | A l'est de l'Edèn                   | John Steinbeck           | GBR          |
| 10       | El comte de Montecristo             | Alexandre Dumas          | França       |
| 11       | Guia galàctica per a autoestopistes | Douglas Adams            | GBR          |
| 12       | Cent anys de solitud                | Gabriel García Márquez   | Colòmbia     |